# KOSUGE1-16
KOSUGE1-16（こすげ いちのじゅうろく）は、日本の美術家。土谷享、車田智志乃のユニットとして2001年から活動を開始した。
ユニット名のKOSUGE1-16は2人が住んでいた東京都葛飾区小菅の住所からとられたものである。

## メンバー
土谷享
- 1977年 埼玉県生まれ
- 2001年 多摩美術大学絵画科油画専攻卒業

車田智志乃
- 1977年 福島県生まれ
- 2013年より２年間文化庁新進芸術家派遣制度によりイギリスバーミンガム市にて研修

## 主な個展
- 2012	「THE PLAYMAKERS」／Mac Birmingham／イギリス バーミンガム
- 2009	「Test track "Mukojima"」／現代美術製作所／東京都墨田区
- 2004	「GUESS SPORT? 楽しいスポ研」／現代美術製作所／東京都墨田区
- 2002	「自転車の為の抜け道の為のバリアフリー」／フルハウス／東京都墨田区

## 主なグループ展
- 2013
  - 「瀬戸内国際芸術祭2013」／高松港／香川県高松市
  - 「シリーズ・川崎の美術　響きあうアート」／川崎市民ミュージアム／神奈川県
- 2012
  - 「コドモメトロと５つのふしぎ駅」／札幌駅前通地下歩行空間／北海道札幌市
- 2011
  - 「アート漫遊　いちはら」／養老渓谷駅／千葉県市原市
- 2010
  - 「六甲Meets Art　芸術散歩2010」／六甲山／兵庫県神戸市
  - 「あいちトリエンナーレ2010」／愛知県名古屋市長者町地区
  - 「せんだいマチナカアート」／宮城県仙台市サンモール一番町
  - 「こどものにわ」／東京都現代美術館／東京都江東区
  - 「コロコロまち双六　～じゃんがら自転車プロジェクト～」／p-tile／福島県いわき市
- 2009
  - 「長者町プロジェクト2009」／愛知県名古屋市長者町地区
  - 「相撲オーラ展」／十和田市現代美術館／青森県十和田市
  - 「水都大阪2009　水辺の文化座」／大阪市北区中之島
  - 「青葉縁日3」／せんだいメディアテーク／宮城県仙台市
  - 「まいにち、アート！！」／群馬県立近代美術館／群馬県高崎市
  - 「大手町・丸の内・有楽町・打ち水プロジェクト2009」／東京都丸の内界隈
  - 「あそびとまなびのバァ～」／art project room ARTZOON／京都府京都市
  - 「福島の新世代2009」／福島県立美術館／福島県福島市
  - 「コレクション展2」／金沢21世紀美術館／石川県金沢市
- 2008
  - 「日常の喜び展」／水戸芸術館 現代美術ギャラリー／茨城県水戸市
  - 「金沢アートプラットホーム2008」／金沢21世紀美術館／石川県金沢市
  - 「大手町・丸の内・有楽町・打ち水プロジェクト2008」／東京都丸の内界隈
  - 「第11回岡本太郎現代芸術賞展」／川崎市岡本太郎美術館
- 2007
  - 「青葉縁日2」／せんだいメディアテーク／宮城県仙台市
  - 「大手町・丸の内・有楽町・打ち水プロジェクト2007」／東京都丸の内界隈
  - 「遊びイノベーション」／北九州イノベーションギャラリー／福岡県北九州市
  - 「地震EXPO」／BankART1929／神奈川県横浜市
- 2006
  - 「青葉縁日」／せんだいメディアテーク／宮城県仙台市
  - 「Oh! soccer 2006 in KPO　PART 2」／KPOキリンプラザ大阪
  - 「far beyond」／表参道画廊／東京都渋谷区
- 2005
  - 「横浜トリエンナーレ2005」／山下ふ頭4号上屋／神奈川県横浜市
- 2004
  - 「里山アート遊園地～家族でわっしょい 」／まつだい雪国農耕文化村センター農舞台／新潟県松代町
- 2003
  - 「代官山インスタレーション2003」／代官山ヒルサイドテラス、東京都渋谷区
  - 「クンストヘイゲン・ とかちアートフェスティバル」／北海道帯広市駅前他目的広場
  - 「自転車 アート アンド ネット」／LOVE GARDEN／東京都墨田区向島界隈
- 2002
  - 「WANAKIO 2002」／農連市場／沖縄県那覇市
- 2001
  - 「Tokyo Rabbit Paradise」／selfridges／ロンドン、シドニー現代美術館／オーストラリア、他

## 主なワークショップ・プロジェクト・教育普及 等
- 2013
  - 「どんどこ！巨大紙相撲　竹町場所」／ガレリア竹町ドーム広場／大分県大分市
  - 「はっち流騎馬打球」／八戸ポータルミュージアム はっち／青森県八戸市
- 2012
  - 「夏休みこどもミュージアム」／川崎市民ミュージアム／神奈川県川崎市
- 2011
  - 「カキカキ・ギコギコ・ダダダダダ!!!!」／広島市現代美術館／広島県
  - 「大阪カンヴァス2010 どんどこ！巨大紙相撲　此花場所」此花区民ホール／大阪市此花区
- 2010
  - 「どんどこ！巨大紙相撲　北本場所」／北本中学校体育館他／埼玉県北本市
  - 「アート試作品」／art project room ARTZOON／京都府京都市
  - 「どんどこ！巨大紙相撲　豊後大野場所」／豊後大野市神楽会館／大分県豊後大野市
  - 「自転車サミット」／立川第七小学校／東京都立川市
- 2009
  - 「どんどこ！巨大紙相撲　いわき場所」／いわき芸術文化交流館アリオス／福島県いわき市
  - 「どんどこ！巨大紙相撲　十和田場所」／十和田市営相撲場／青森県十和田市
  - 「どんどこ！巨大紙相撲　平成21年仙台場所」／せんだいメディアテーク／宮城県仙台市
  - 「どんどこ！巨大紙相撲　北本場所」／北本中学校体育館他／埼玉県北本市
- 2008
  - 「どんどこ！巨大紙相撲　かなざわ場所」／金沢市中央体育館他／石川県金沢市
  - 「DUOリーグのトロフィーがない！プロジェクト」／東京都文京区他
  - 「雨期なんて関係ないさ～。Uki Uki Live ! 」／おきなわ時間美術館／沖縄県那覇市
  - 「どんどこ！巨大紙相撲　ローズタウン場所」／つくるところ／京都府京田辺市
  - 「どんどこ！巨大紙相撲　仙台場所2008」／せんだいメディアテーク／宮城県仙台市
  - 「マペットシアターB」／メディアセブン／埼玉県川口市
- 2007
  - 「どんどこ！巨大紙相撲　～にしすがも場所～」／にしすがも創造舎／東京都豊島区
- 2006
  - 「古川津軽弁講座」／空間実験室／青森県青森市
  - 「 バックウォーターコンサート2006」／神戸市立自然の家
  - 「どんどこ！巨大紙相撲しりべし場所」／小川原脩記念美術館／北海道倶知安町、西村計雄記念美術館／共和町
- 2005
  - 「RICアートカプセル2005」／六甲アイランドリバーモール／兵庫県神戸市
  - 「 小菅スケートスクール」／北海道帯広市立大正小学校
- 2004
  - 「 MOT OLYMPIC」／東京都現代美術館
  - 「ムシの視界、ムシの気持ち 」／三重県立美術館

## 主な受賞歴
- 「第11回岡本太郎現代芸術賞展」岡本太郎賞受賞
- 「代官山インスタレーション2003」審査員特別賞受賞

## 主なコレクション・パブリックアート
- 市原湖畔美術館／千葉県市原市
- 金沢21世紀美術館／石川県金沢市
- 勝どきビュータワー／東京都